# Woppenriether Berg
Der Woppenriether Berg ist ein 588 m ü. NHN hoher Bergrücken im Oberpfälzer Wald bei Woppenrieth im Landkreis Neustadt an der Waldnaab.
Er erstreckt sich in West-Ost-Ausrichtung zwischen dem Tal der Pfreimd im Nordwesten und dem Gnaß (611 m) im Osten. Der Kainzbach verläuft im Norden des Woppenrieder Berges nach Westen zur Pfreimd. Der Woppenriether Berg liegt vollständig auf dem Gebiet der Gemeinde Tännesberg und ist in den höheren Lagen überwiegend mit Fichten bewaldet. Charakteristisch sind seine drei fast gleich hohen Kuppen, deren mittlere 588 Meter hoch ist und die westliche und östliche jeweils etwa 586 Meter.